# Bespoŝadnyj (cacciatorpediniere 1936)
Il Bespoŝadnyj fu un cacciatorpediniere della Voenno-morskoj flot, entrato in servizio nell'ottobre 1939 e parte della classe Gnevnyj.
Assegnato alla Flotta del Mar Nero, dopo l'invasione tedesca dell'Unione Sovietica nel 1941 il cacciatorpediniere operò nel corso dell'assedio di Odessa, finendo gravemente danneggiato da attacchi aerei tedeschi. Riparato, nel 1943 il Bespoŝadnyj operò nella parte orientale del Mar Nero, partecipando all'assalto anfibio sovietico a Novorossijsk. Il 6 ottobre 1943, di rientro con altri due cacciatorpediniere sovietici da una missione di attacco al traffico nemico al largo della penisola di Crimea, il Bespoŝadnyj fu preso di mira dai bombardieri Junkers Ju 87 "Stuka" tedeschi, finendo affondato con gravi perdite umane tra il suo equipaggio.

## Storia
La nave fu impostata il 15 maggio 1936 presso il Cantiere navale No. 198 di Nikolaev con il numero di scalo 322; l'unità fu poi varata il 5 dicembre 1936 con il nome di Bespoŝadnyj (Беспощадный, "spietato" in lingua russa), completata il 22 agosto 1939 e immessa ufficialmente in servizio con la Flotta del Mar Nero il 2 ottobre seguente.
Al momento dell'invasione tedesca dell'Unione Sovietica il 22 giugno 1941, il Bespoŝadnyj era in forza alla 2ª Divisione cacciatorpediniere. Tra il 23 e il 25 giugno la nave posò 114 mine difensive al largo di Sebastopoli, mentre il 9 luglio l'intera 2ª Divisione, incluso il cacciatorpediniere conduttore Char'kov, il Bespoŝadnyj e i suoi gemelli Bodryj, Bojkij e Bezuprečnyj fecero un tentativo senza successo di interdire i convogli navali dell'Asse vicino all'Isola dei Serpenti. Il 14 luglio il Bespoŝadnyj si arenò nei pressi del faro di Eupatoria, riportando danni alle eliche. Dopo le riparazioni, il cacciatorpediniere iniziò a scortare i convogli sovietici diretti a Odessa, tagliata fuori e assediata, trasportando anche rifornimenti e truppe oltre a fornire supporto di fuoco ai reparti a terra. Dal 14 al 17 agosto il Bespoŝadnyj scortò alcune navi incomplete evacuate dai cantieri navali di Nikolaev, mentre dal 16 al 21 settembre il cacciatorpediniere aiutò a scortare le navi da trasporto che portarono la 157ª Divisione fucilieri a Odessa. Mentre forniva supporto di fuoco durante uno sbarco anfibio sovietico a Grigorievka il 22 settembre, il Bespoŝadnyj fu attaccato dai bombardieri in picchiata Junkers Ju 87 "Stuka" tedeschi dello Sturzkampfgeschwader 77 (StG 77): una bomba distrusse la prua della nave, che dovette dirigere a Odessa per eseguire riparazioni di emergenza. Il giorno seguente, il Bespoŝadnyj fu rimorchiato con la poppa in avanti a Sebastopoli dal cacciatorpediniere Soobrazitel'nyj; qui la nave fu riparata usando la prua recuperata dallo scafo del suo gemello Bystryj, danneggiato in maniera irreparabile dallo scoppio di una mina. Mentre era ancora in riparazione a Sebastopoli, il Bespoŝadnyj fu attaccato dagli "Stuka" dello StG 77 il 12 novembre: i velivoli tedeschi colpirono la nave una volta nella sala caldaie di poppa e la mancarono diverse volte; le bombe danneggiarono gravemente i macchinari di propulsione e provocarono un grande incendio. La nave fu messa in bacino di carenaggio per riparazioni di emergenza il 14 novembre e fu poi rimorchiata tre giorni dopo a Poti, in Georgia, dal cacciatorpediniere Shaumyan per ulteriori riparazioni che durarono fino al settembre 1942.
Mentre era ancora in riparazione a Poti, il 4 aprile il Bespoŝadnyj  fu insignito dell'onorificenza dell'Ordine della Bandiera Rossa. La nave completò le prove in mare e la messa a punto post-riparazione entro il 9 ottobre 1942 e, in seguito, aiutò a traghettare l'8ª, la 9ª e la 10ª Brigata fucilieri della Guardia e altre truppe da Poti a Tuapse dal 19 al 28 ottobre. Il 29 novembre il Bespoŝadnyj e il Bojkij furono incaricati di attaccare le navi dell'Asse al largo della costa bulgara e di bombardare il porto di Mangalia in Romania: le due navi non riuscirono a localizzare alcuna unità nemica e il 1° dicembre finirono con lo scambiare nella fitta nebbia le rocce costiere per un convoglio, sparando contro di loro 141 proiettili dai loro cannoni principali e sei siluri. Il Bespoŝadnyj, insieme all'incrociatore leggero Krasnyj Krym e al cacciatorpediniere Nezamozhnik, trasportò la 9ª Divisione fucilieri da montagna e altre truppe da Batumi, in Georgia, a Tuapse all'inizio di dicembre 1942;  dal 26 al 29 dicembre, insieme al cacciatorpediniere Soobrazitel'nyj, il Bespoŝadnyj coprì la sortita di una divisione di dragamine al largo della costa rumena e poi pattugliò senza successo le acque a sud dell'Isola dei Serpenti.
Il cacciatorpediniere bombardò le posizioni tedesche attorno a Novorossijsk il 1° febbraio 1943, sparando 206 proiettili dai suoi cannoni da 130 mm. Durante il successivo assalto anfibio sovietico a ovest di Novorossijsk del 4 febbraio fornì supporto di fuoco ai reparti scesi a terra, sparando 151 proiettili illuminanti e 56 proiettili ad alto esplosivo. Il 13 febbraio, il Bespoŝadnyj sparò 105 proiettili contro le truppe dell'Asse vicino ad Anapa; durante il resto del mese, la nave aiutò a traghettare 8037 soldati sovietici da Tuapse a Gelendžik. Nella notte tra il 30 aprile e il 1° maggio il Bespoŝadnyj, in coppia con il gemello Bojkij, bombardò le posizioni dell'Asse nella penisola di Kerč', mentre nella notte tra il 20 e il 21 maggio la nave bombardò Alušta nella penisola di Crimea. Il 30 settembre il Bojkij e il Bespoŝadnyj, insieme al cacciatorpediniere Sposobnyj, tentarono senza successo di intercettare i trasporti tedeschi che evacuavano truppe ed equipaggiamento dalla testa di ponte del Kuban. La missione venne ripetuta al largo della costa della Crimea nella notte tra il 5 e il 6 ottobre dai cacciatorpediniere Char'kov, Bespoŝadnyj e Sposobnyj, ma ancora una volta senza successo; il Char'kov diresse quindi a bombardare Jalta e Alušta mentre i due cacciatorpediniere più piccoli si dirigevano a fare lo stesso a Feodosia. La coppia Bespoŝadnyj e Sposobnyj fu attaccata da cinque S-Boot tedesche durante il tragitto: i tedeschi non riuscirono a danneggiare nessuno dei due cacciatorpediniere e lo Sposobnyj rivendicò un colpo sulla motosilurante S-45. Sulla via del ritorno le tre navi sovietiche furono avvistate da aerei da ricognizione tedeschi, venendo ben presto attaccate dagli "Stuka" del Sturzkampfgeschwader 3: il Char'kov fu danneggiato nel corso del primo attacco e dovette essere preso a rimorchio dallo Sposobnyj. Il secondo attacco danneggiò tutte e tre le navi e lo Sposobnyj alternò il rimorchio del Bespoŝadnyj e quello del Char'kov. Il successivo attacco tedesco finì con l'affondare sia il Char'kov che il Bespoŝadnyj, con solo 41 membri dell'equipaggio di quest'ultimo tratti poi in salvo; anche lo Sposobnyj fu poi affondato poco dopo. Questo incidente spinse Stalin a emettere un ordine che proibiva l'uso di navi delle dimensioni di un cacciatorpediniere e di dimensioni maggiori senza il suo esplicito permesso.